# Agorism

Agoristisk symbol: "Agora, Anarchy, Action!"

Agorism är en libertariansk och anarkistisk praktisk filosofi. Termen kommer från det grekiska ordet agora, som betyder ett torg som kan användas som marknadsplats. Främste företrädare, tillika skapare av teorin, var Samuel Edward Konkin III med sitt manifest New Libertarian Manifesto.
Agorismen skapades som en väg från statism till ett samhälle där alla mänskliga relationer är frivilliga utbyten, något Konkin benämner som en fri marknad. Teorin går ut på en gradvis övergång i harmoni med icke-aggressionsprincipen genom att bedriva kontraekonomier. Tanken är att få människor att frivilligt med ekonomiska och moraliska incitament övergå till att handla och göra fler utbyten på underjordiska marknader, något som redan innan agorismen förekommer – beroende på område – i olika stor utsträckning. Den drivande kraften till processen betraktas som ekonomisk med fokus på entreprenörskap; under förloppet ersätts statliga organisationer med frivilligt organiserade institutioner som opererar effektivare och utan tvång. Med tiden försvagas staten substantiellt genom minskade skatteintäkter, på grund av den växande svarta marknaden utanför dess kontroll.
Revolutionen anses ske i det sista skedet då staten upphör. Målet, för att minimera civila skador, är att statens ekonomiska resurser vid denna tidpunkt har minskat till den grad att den ej kan använda våld för att stoppa det nya samhället. Kritik av agorism har lett till skapandet av den ibland så kallade "kooperativagorismen", vilken är en strategi för införandet av privata regeringsformer och som bland annat fokuserar mindre på etablerandet av specifikt svarta marknader.